# Albert Johannsen
Albert Johannsen  (* 3. Dezember 1871 in Belle Plaine, Iowa; † 11. Januar 1962 in Winter Park, Florida) war ein US-amerikanischer Geologe, Petrograph und Mineraloge.
Johannsen studierte zunächst Architektur und wurde 1903 an der Johns Hopkins University in Petrographie promoviert. Nach einiger Zeit beim US Geological Survey war er ab 1909 an der University of Chicago, wo er Professor für Petrographie wurde.
Er befasste sich vor allem mit Petrographie und der Untersuchung von Gesteins-Dünnschliffen, von denen er der Universität Chicago eine umfangreiche Sammlung hinterließ. Waldemar Theodor Schaller benannte 1932 das Mineral Johannsenit nach ihm, um seine Leistung zu würdigen.

## Schriften
- Manual of Petrographic Methods. McGraw Hill, New York 1918.
- A descriptive petrography of the igneous rocks. 4 Bände (1950–1958). University of Chicago Press, Chicago.
- Essentials for the Microscopical Determination of Rock-forming Minerals, in thin sections. University of Chicago Press, Chicago 1922.
- A key for the determination of rock-forming minerals in thin sections. Wiley, 1908.

1916 übersetzte er die Gesteinskunde von Ernst Weinschenk ins Englische (Fundamental Principles of Petrology. McGraw Hill, New York 1916.).